# Antoni Sobczyński
Antoni Sobczyński (ur. 31 maja 1888 w Szydłowie, zm. 14 sierpnia 1959 w Łodzi) – polski ksiądz katolicki, szambelan papieski, doktor filozofii, polityk i działacz społeczny, poseł na Sejm I i II kadencji w II RP z ramienia Związku Ludowo-Narodowego.

## Życiorys
Był synem Stanisława Sobczyńskiego i Katarzyny z Arendarskich. W 1905 został usunięty z gimnazjum w Kielcach za udział w strajku szkolnym. Maturę zdał w gimnazjum w Woroneżu. W 1907 wstąpił do seminarium duchownego w Kielcach. W latach 1909-1911 studiował filozofię i teologię na Papieskim Uniwersytecie Gregoriańskim w Rzymie. Tam też uzyskał stopień doktora filozofii. W 1911 przyjął święcenia kapłańskie z rąk biskupa Augustyna Łosińskiego. Następnie pracował jako wikariusz w parafiach w Chmielniku i w Niwkach.
W 1917 został mianowany proboszczem parafii w Rogowie, a w parę miesięcy potem proboszczem w Ostrowcach. Następnie był proboszczem w Brzesku Nowym i w Minodze. Równocześnie wykładał biblistykę i język łaciński w kieleckim seminarium oraz był prefektem w kilku szkołach kieleckich. Działał w Związku Księży Diecezji Kieleckiej „Praca”, skupiającym duchownych poświęcających się działalności społecznej. W wyborach w 1919 został wybrany zastępcą posła z listy nr 1 (Polskie Zjednoczenie Ludowe) w okręgu nr 28 (Olkusz). W 1922 powołał w Kielcach oddział Towarzystwa Popierania Przemysłu i Handlu Polskiego „Rozwój”. Wszedł również w skład zarządu kieleckiego oddziału Straży Narodowej. W wyborach w 1922 kandydował do Sejmu z listy nr 8 (Chrześcijański Związek Jedności Narodowej) w okręgu nr 20 (Kielce). Po zamachu majowym zdecydowanie protestował przeciwko ograniczaniu praw opozycji. Był członkiem władz powiatowych Obozu Wielkiej Polski. W listopadzie 1926 uzyskał mandat w miejsce Adama Chełmońskiego. W 1927 uległ wypadkowi pod Orlą Percią podczas wspinaczki w Tatrach. W wyborach w 1928 uzyskał reelekcję. W Sejmie II kadencji należał do komisji ochrony pracy. Był członkiem zarządu powiatowego Stronnictwa Narodowego w Kielcach. 
Jego działalność była przedmiotem sporów między biskupem kieleckim a władzami państwowymi. Kilkukrotnie stawał przed sądem i skazywany był na kilkudniowy areszt. Po 1935 wycofał się z czynnego życia politycznego i poświęcił się pracy asystenta kościelnego diecezjalnej Akcji Katolickiej. Był m.in. dyrektorem Kongregacji Kapłanów Rekolekcjonistów oraz asystentem kościelnym w Instytucie Akcji Katolickiej i Katolickim Stowarzyszeniu Mężów. Był przewodniczącym Sekcji Nauk Społecznych Związku Zakładów Teologicznych w Polsce. W 1937, po śmierci wrogiego sanacji biskupa Augustyna Łosińskiego został przez sprzyjającego władzom sanacyjnym biskupa Czesława Kaczmarka wysłany na urząd proboszcza w Książu Wielkim.
W 1947 został przeniesiony do diecezji łódzkiej, gdzie wykładał w seminarium oraz pełnił urząd proboszcza, najpierw w Pabianicach, potem w Głownie, wreszcie w parafii katedralnej w Łodzi. 
Zmarł 14 sierpnia 1959. Został pochowany na cmentarzu św. Franciszka w Łodzi.